# Cyperus atkinsonii
Cyperus atkinsonii är en halvgräsart som beskrevs av Charles Baron Clarke. Cyperus atkinsonii ingår i släktet papyrusar, och familjen halvgräs. Inga underarter finns listade i Catalogue of Life.